# Bicyclus safitza
Bicyclus safitza is een vlinder uit de familie van de Nymphalidae, uit de onderfamilie van de Satyrinae. De soort is voor het eerst wetenschappelijk beschreven door John Obadiah Westwood in een publicatie uit 1850.

## Verspreiding
De soort komt voor in vrijwel geheel tropisch Afrika waaronder Senegal, Gambia, Guinee-Bissau, Guinee, Sierra Leone, Liberia, Ivoorkust, Ghana, Togo, Benin, Nigeria, Kameroen, Gabon, Centraal Afrikaanse Republiek, Ethiopië, Congo-Kinshasa, Oeganda, Kenia, Rwanda, Tanzania, Angola, Zambia, Malawi, Mozambique, Zimbabwe, Zuid-Afrika en Swaziland.

## Habitat
De vlinder komt jaarrond voor in savannes en bossen.

## Waardplanten
De rups leeft op diverse soorten van de grassenfamilie zoals Ehrharta erecta, Oplismenus hirtellus, Paspalum conjugatum en Schizachyrium platyphyllum.  

## Ondersoorten
- Bicyclus safitza safitza (Westwood, 1850) (alle hierboven genoemde landen m.u.v. Ethiopië)
  - = Mycalesis eusirus Hopffer, 1855
  - = Mycalesis injusta Wallengren, 1857
  - = Mycalesis caffra Wallengren, 1857
  - = Mycalesis safitza semicoeca Strand, 1910
- Bicyclus safitza aethiops (Rothschild & Jordan, 1905) (Ethiopië)